# Paulius Petrilevičius
Paulius Petrilevičius (ur. 23 marca 1991 w Kiejdanach) – litewski koszykarz, występujący na pozycjach niskiego lub silnego skrzydłowego, od 2023 zawodnik Rapidu Bukareszt.
3 grudnia 2022 zawarł umowę z ENEA Abramczyk Astorią Bydgoszcz. 10 sierpnia 2023 został zawodnikiem rumuńskiego Rapidu Bukareszt.

## Osiągnięcia
Stan na 4 grudnia 2023, na podstawie, o ile nie zaznaczono inaczej.

### Indywidualne
- MVP miesiąca ligi:
  - bałtyckiej (listopad 2015)
  - łotewskiej (listopad 2015)
- Zaliczony do I składu kolejki EBL (18, 22 – 2022/2023)[5][6]